# Санний спорт на зимових Олімпійських іграх 2018 — двомісні сани
Змагання з санного спорту серед чоловіків на парних санях на зимових Олімпійських іграх 2018 пройшли 14 лютого в центрі санного спорту «Альпензія».

## Спортсмени, що кваліфікувались
- Георг Фішлер, Петер Пенц (AUT)
- Лоренц Коллер, Томас Штеу (AUT)
- Фабіан Маллеєр, Іван Наглер (ITA)
- Людвіг Рідер, Патрік Растнер (ITA)
- Джастін Сніт, Трістан Вокер (CAN)
- Чо Юн М'юн, Пак Чі Йон (KOR)
- Андріс Шіцс, Юріс Шіцс (LAT)
- Оскарс Гудрамовічус, Петеріс Калніньш (LAT)
- Саша Бенекен, Тоні Еггерт (GER)
- Тобіас Арльт, Тобіас Вендль (GER)
- Олександр Денис'єв, Владислав Антонов (OAR)
- Андрій Богданов, Андрій Медведєв (OAR)
- Якуб Ковалевський, Войцех Хмілевський (POL)
- Космін Атодіресей, Стефан Мусей (ROU)
- Карол Стухлак, Марке Солчанський (SVK)
- Олександр Оболончик, Роман Захарків (UKR)
- Джейсон Тердіман, Меттью Мортенсен (USA)
- Ендрю Шерк, Джастін Крусон (USA)
- Антонін Брож, Лукаш Брож (CZE)
- Яромир Кудера, Матей Квічала (CZE)

## Розклад
Час UTC+9.
| Час       | Час   | Подія   |
| --------- | ----- | ------- |
| 14 лютого | 20:20 | Заїзд 1 |
| 14 лютого |       | Заїзд 2 |

## Результати
Переможці визначались за результатами двох заїздів.
| Місце | №  | Спортсмен                            | Країна                       | Заїзд 1 | Місце | Заїзд 2 | Місце | Загалом  | Відставання |
| ----- | -- | ------------------------------------ | ---------------------------- | ------- | ----- | ------- | ----- | -------- | ----------- |
| 1     | 3  | Тобіас Вендль Тобіас Арльт           | Німеччина                    | 45.820  | 1     | 45.877  | 1     | 1:31.697 | –           |
| 2     | 5  | Петер Пенц Георг Фішлер              | Австрія                      | 45.891  | 2     | 45.894  | 2     | 1:31.785 | +0.088      |
| 3     | 4  | Тоні Еггерт Саша Бенекен             | Німеччина                    | 45.931  | 3     | 46.056  | 3     | 1:31.987 | +0.290      |
| 4     | 12 | Томас Штеу Лоренц Коллер             | Австрія                      | 46.172  | 5     | 46.112  | 5     | 1:32.284 | +0.587      |
| 5     | 9  | Трістан Вокер Джастін Сніт           | Канада                       | 46.134  | 4     | 46.235  | 6     | 1:32.369 | +0.672      |
| 6     | 2  | Андріс Шіцс Юріс Шіцс                | Латвія                       | 46.336  | 9     | 46.106  | 4     | 1:32.442 | +0.745      |
| 7     | 11 | Іван Наглер Фабіан Маллеєр           | Італія                       | 46.320  | 8     | 46.243  | 7     | 1:32.563 | +0.866      |
| 8     | 16 | Джастін Крусон Ендрю Шерк            | США                          | 46.310  | 7     | 46.342  | 10    | 1:32.652 | +0.955      |
| 9     | 18 | Пак Чі Йон Чо Юн М'юн                | Південна Корея               | 46.396  | 10    | 46.276  | 8     | 1:32.672 | +0.975      |
| 10    | 8  | Меттью Мортенсен Джейсон Тердіман    | США                          | 46.244  | 6     | 46.443  | 13    | 1:32.687 | +0.990      |
| 11    | 1  | Олександр Деніс'єв Владислав Антонов | Спортсмени-олімпійці з Росії | 46.437  | 11    | 46.344  | 11    | 1:32.781 | +1.084      |
| 12    | 7  | Войцех Хмілевський Якуб Ковалевський | Польща                       | 46.609  | 13    | 46.478  | 14    | 1:33.087 | +1.390      |
| 13    | 14 | Лукаш Брож Антонін Брож              | Чехія                        | 46.570  | 12    | 46.582  | 16    | 1:33.152 | +1.455      |
| 14    | 6  | Оскарс Гудрамовічус Петеріс Калніньш | Латвія                       | 46.890  | 17    | 46.317  | 9     | 1:33.207 | +1.510      |
| 15    | 10 | Людвіг Рідер Патрік Растнер          | Італія                       | 46.709  | 14    | 46.567  | 15    | 1:33.276 | +1.579      |
| 16    | 15 | Андрій Богданов Андрій Медведєв      | Спортсмени-олімпійці з Росії | 47.106  | 19    | 46.402  | 12    | 1:33.508 | +1.811      |
| 17    | 19 | Марек Солчанський Карол Стухлак      | Словаччина                   | 46.780  | 15    | 46.811  | 17    | 1:33.591 | +1.894      |
| 18    | 20 | Матей Квічала Яромир Кудера          | Чехія                        | 46.818  | 16    | 46.910  | 18    | 1:33.728 | +2.031      |
| 19    | 13 | Космін Атодіресей Стефан Мусей       | Румунія                      | 47.101  | 18    | 47.171  | 19    | 1:34.272 | +2.575      |
| 20    | 17 | Олександр Оболончик Роман Захарків   | Україна                      | 48.316  | 20    | 47.401  | 20    | 1:35.717 | +4.020      |